# Fial

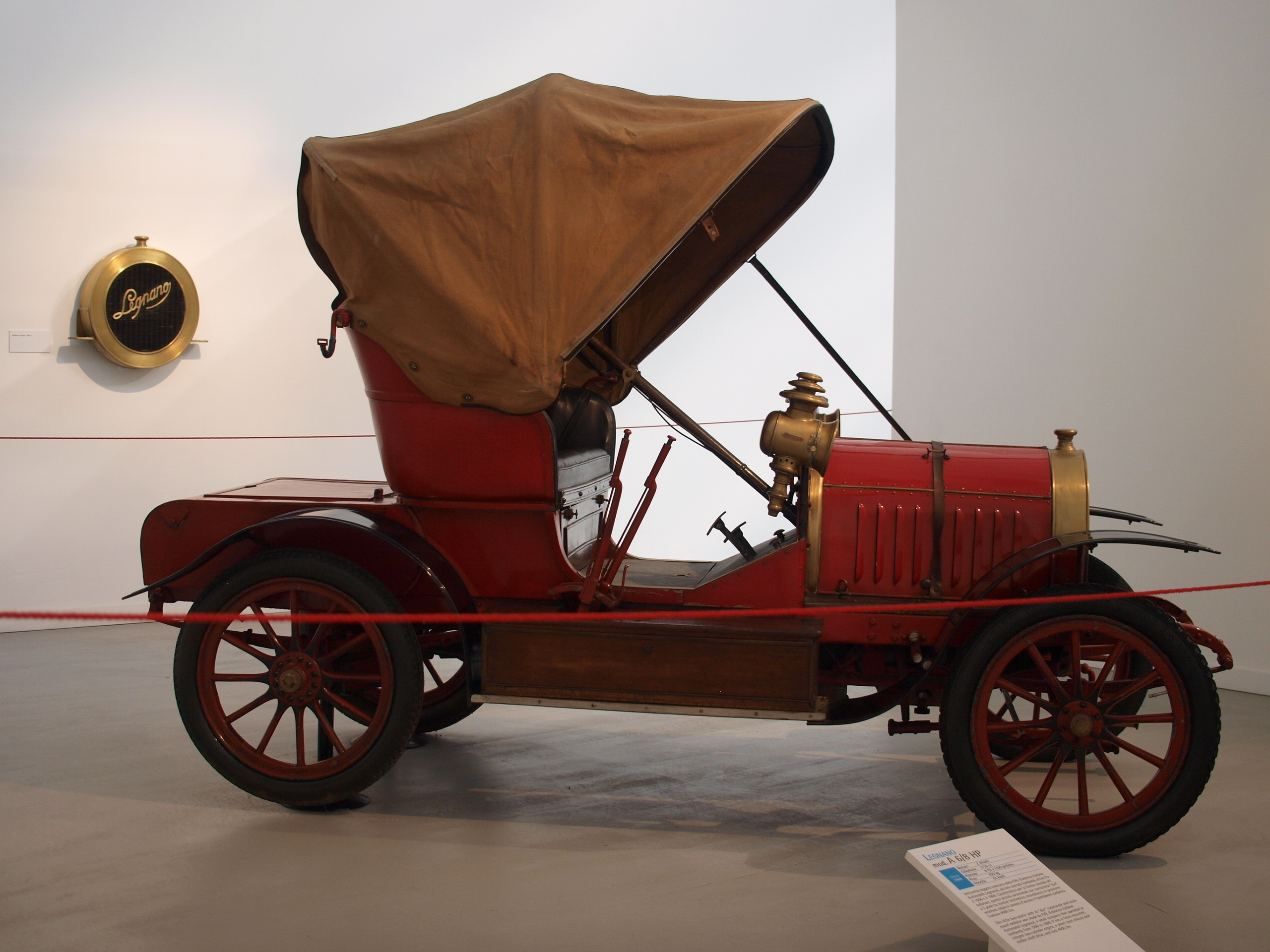
La Legnano A, 6/8 HP

Fial (Fabbrica Italiana Automobili Legnano), qui se traduit Usine Italienne d'Automobiles de Legnano, fut une entreprise qui fabriqua des moteurs marins et industriels à Legnano. En 1906, elle entra dans l'industrie automobile et fabriqua une voiture, la Legnano Type A 6/8 HP. La voiture avait un moteur deux cylindres de 1 135 cm3. Deux ans plus tard, en 1908, la société fut placée en liquidation après le dépôt du bilan et la faillite. En 1909, la société fut rachetée par Rosa & Ferrario et la production de voitures prit fin. Le modèle 6/8 fut le seul modèle jamais produit. La voiture Legnano est exposée au Museo Nazionale dell'Automobile de Turin.